# Tri Budisukur
Tri Budisukur is een bestuurslaag in het regentschap Lampung Barat van de provincie Lampung, Indonesië. Tri Budisukur telt 2947 inwoners (volkstelling 2010).